# Allnatt-diamant
De Allnatt-diamant ("The Allnatt") is een grote oranjegele tafelgeslepen steen van 101,29 karaat (20,258 gram). De kleur wordt in het jargon van de diamantairs als "Fancy Vivid Yellow" beschreven.
De diamant is waarschijnlijk in de Premier Diamond Mine in Transvaal (Zuid-Afrika) gevonden. De eerste bekende eigenaar was de Britse Majoor Alfred Ernest Allnatt die de steen zijn naam heeft gegeven. De steen woog toen 102,07 karaat en de kleur was Fancy Intense Yellow. Er zijn geen verwijzingen naar de steen bekend die verder teruggaan dan 1950. In 2012 was de steen in het bezit van de SIBA Corp. De waarde ligt rond de 3 miljoen dollar.
De steen werd door Alnatt in een door Cartier ontworpen bloem met vijf met briljanten bezette bloembladen en twee bladeren aan de stam gemonteerd. Nadat de steen in 1966 was geveild liet de nieuwe eigenaar, de SIBA Corporation de steen opnieuw slijpen. De steen won aan kleur en werd nu door de Gemological Institute of America als het meer begerenswaardige "Fancy Vivid Yellow" omschreven.
De steen werd in het Smithsonian Institute tentoongesteld.